# Una vida mágica
Una vida mágica (en inglés: Charmed Life) es una novela fantástica infantil y juvenil, la primera de la saga Los Mundos de Chrestomanci, de la autora británica Diana Wynne Jones. Publicada en 1977 en inglés, en Reino Unido, se ha traducido a varios idiomas, incluido el español.
La versión español vio la luz por primera vez en 2002, a manos de Elena Abós por Ediciones SM, y posteriormente reeditada por el Grupo Anaya (2015). En 1978, Una vida mágica fue premiada con el Guardian Award for Children’s Fiction. Constituye un clásico del género fantástico de la literatura infantil y juvenil, abordando tópicos habituales en este género, como los huérfanos que descubren sus poderes o los estudios en una escuela mágica.

## Argumento
Eric (apodado Gato) y su hermana, Gwendolen, pasan a vivir bajo la tutela de la señora Sharp, una bruja mediocre, tras la muerte de sus padres. Pero rápidamente el talento mágico de Gwendolen y su ambición ganan a los hermanos la entrada en el castillo de Chrestomanci, donde Gwendolen podrá aprender bajo la tutela del importante encantador Chrestomanci. 
Sin embargo, el encantador no parece impresionado por los intentos de la malcriada Gwendolen de llamar su atención, aumentando la frustración de la niña, que intenta demostrar su potencial mágico. Gato se ve arrastrado por su hermana a participar de sus trastadas mágicas y sufrir las consecuencias, a pesar de carecer de un ápice de magia. Cuando el encantador Chrestomanci interviene para castigar a la niña, esta se venga planeando un golpe final y huyendo a otra dimensión, dejando en su lugar a Janet, su yo de un mundo paralelo. Juntos, Gato y Janet tratan de arreglar el embrollo dejado por Gwendolen que amenaza con trastocar la vida del castillo y amenazar a la comunidad mágica.  

## SagaLos Mundos de Chrestomanci
- Una vida mágica (Charmed Life) (1977)
- Los magos de Caprona (The Magicians of Caprona) (1980)
- Semana bruja (Witch Week) (1982)
- Las vidas de Christopher Chant (The Lives of Christopher Chant) (1988)
- Mixed Magics (2000)
- Conrad's Fate (2005)
- The Pinhoe Egg (2006)

## Temas
Una vida mágica es un clásico de la literatura fantástica infantil a la vez que una obra representativa de los temas y tópicos recurrentes en el género. Como eje vertebrador, Una vida mágica combina las tramas “huérfanos que descubren sus poderes” y “escuela mágica”, como la popular saga Harry Potter de J. K. Rowling.La similitud entre las dos llevó a la especulación de muchos lectores sobre si Rowling había sido influenciada por la obra de Diana Wynne Jones, escrita 30 años antes de la publicación de Harry Potter. Diana Wynne Jones comentó al respecto que “creo que ella (J. K. Rowling) debió leer mis libros cuando era joven y recordaba muchas cosas; hay tantas similitudes llamativas”, hecho que Rowling negó.
Otros temas presentes en la obra son el "viaje entre mundos" y la consolidación de los poderes de uno vinculados a la madurez emocional. Según la autora, la obra es también la inversión de la clásica trama de la narrativa gótica: “en la que una joven heroína se encuentra indefensa en un castillo gobernado por un severo señor, solo que en este caso la heroína es una especie de quintacolumnista colaborando en el ataque al castillo y la mayoría de sus habitantes se encuentran indefensos ante ella”.